# چشم ونوس
چشم ونوس (سرده) (نام علمی: Omphalodes) نام یک سرده از تیره گاوزبانیان است.

## نگارخانه

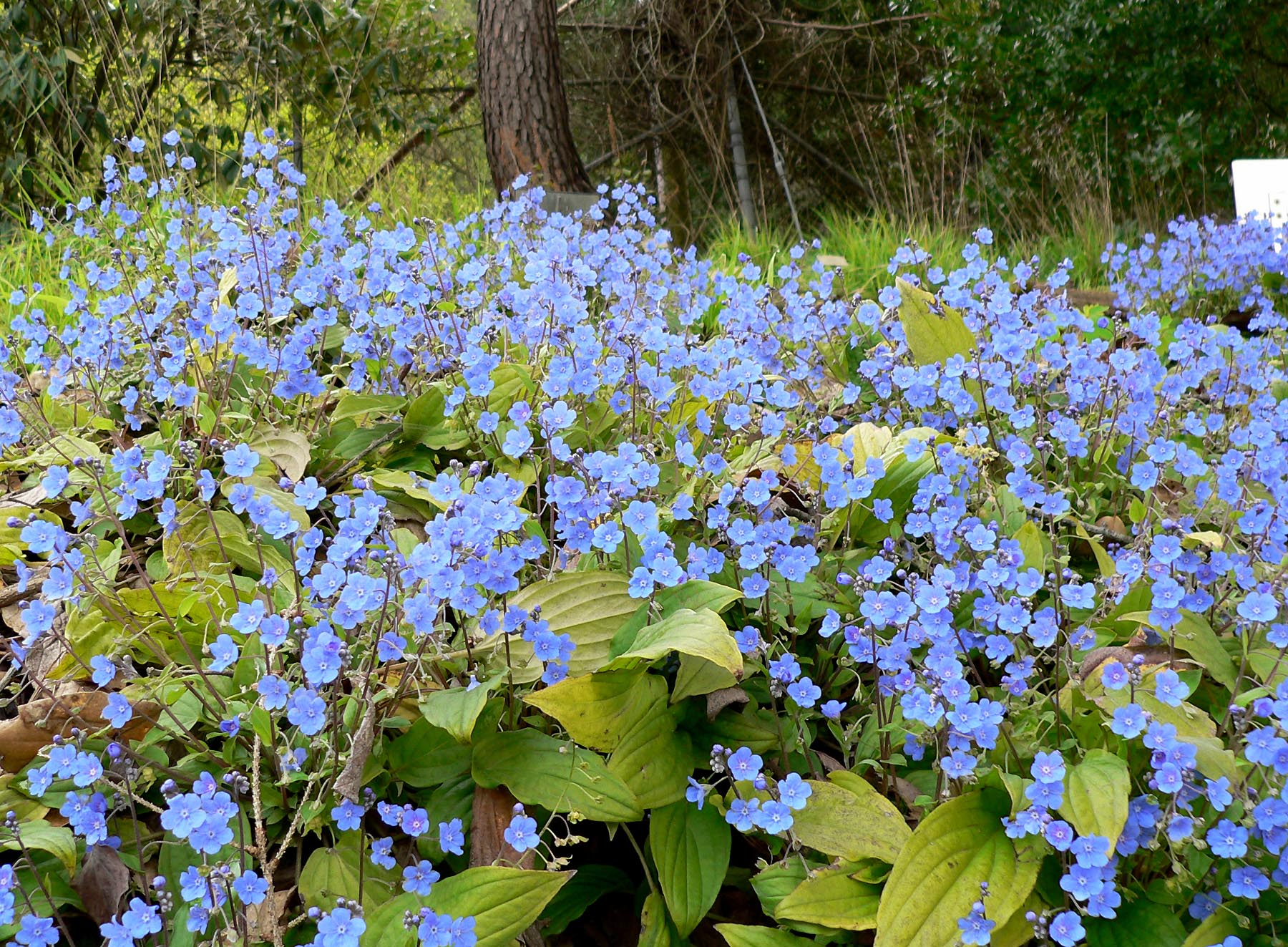
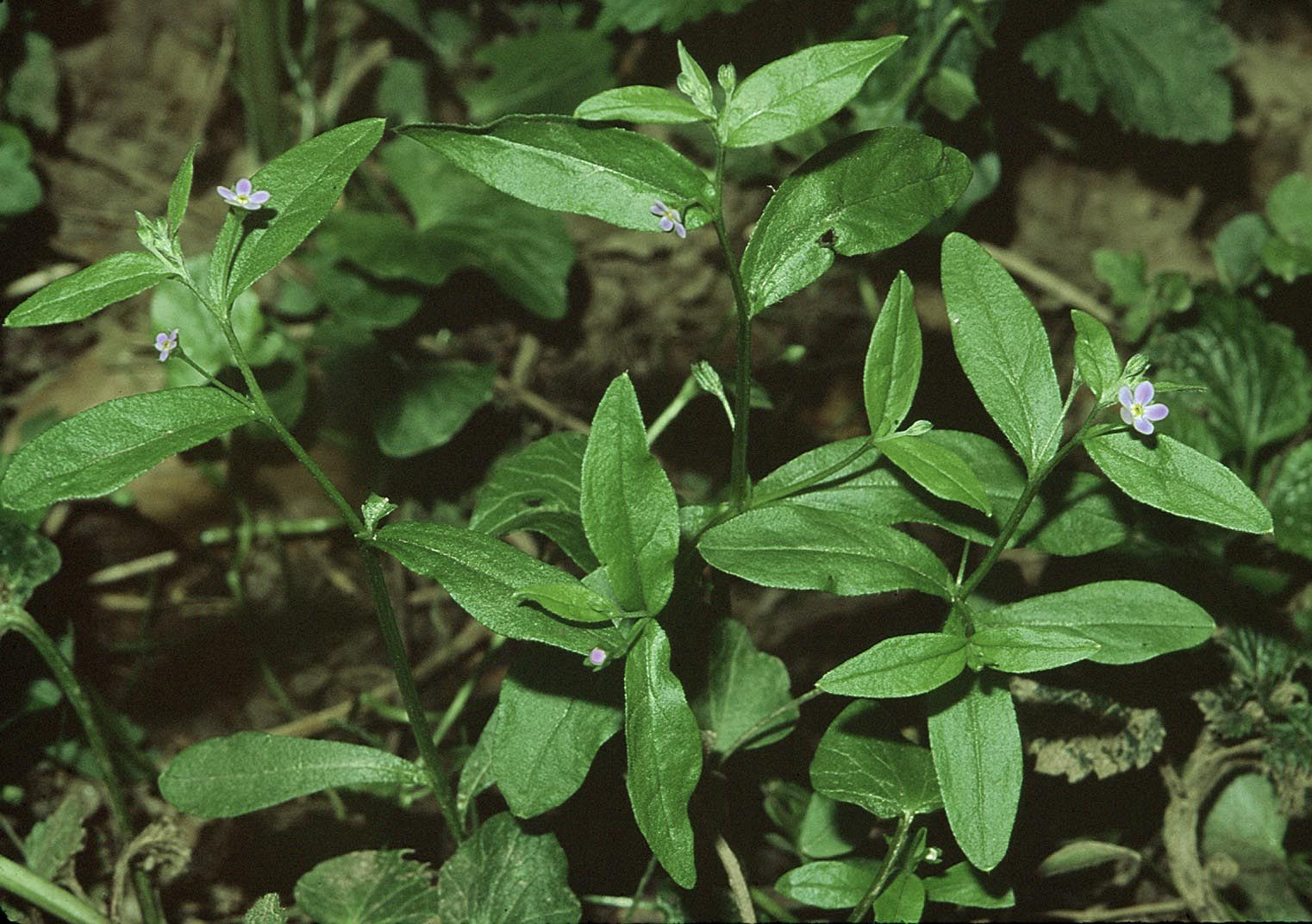
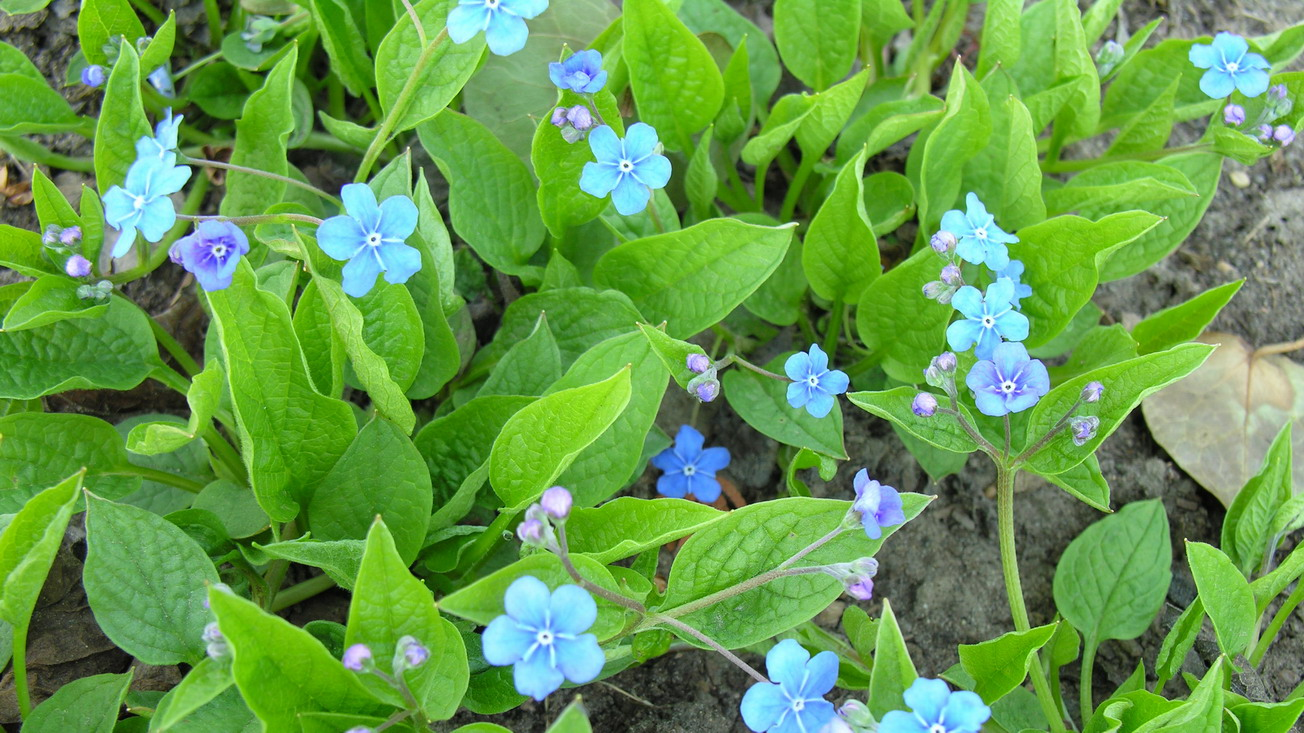